# Signalisation routière d'interdiction

Des panneaux routiers d'interdiction russes

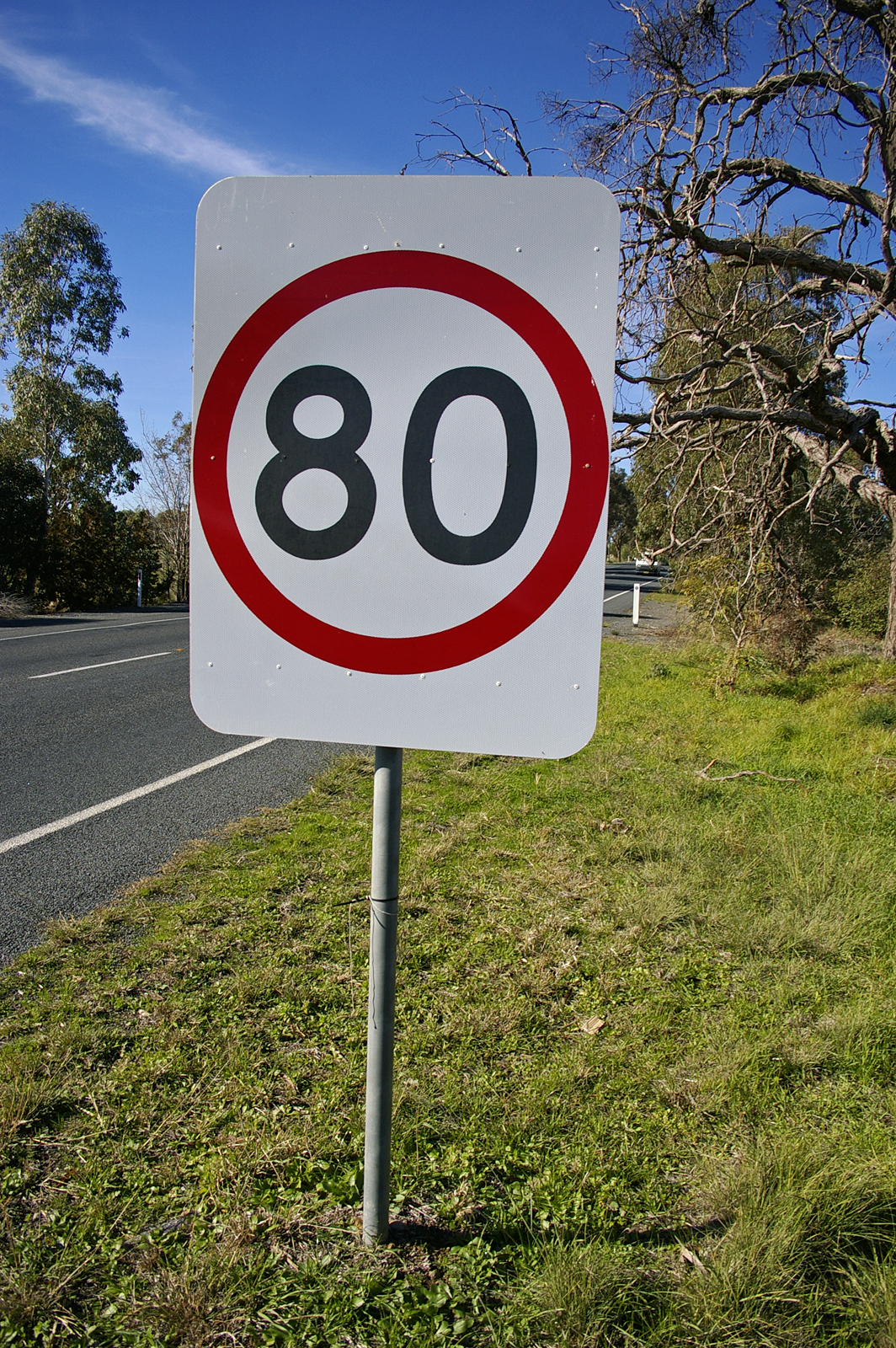
Panneau de signalisation australien indiquant une limite de vitesse à 80 km/h

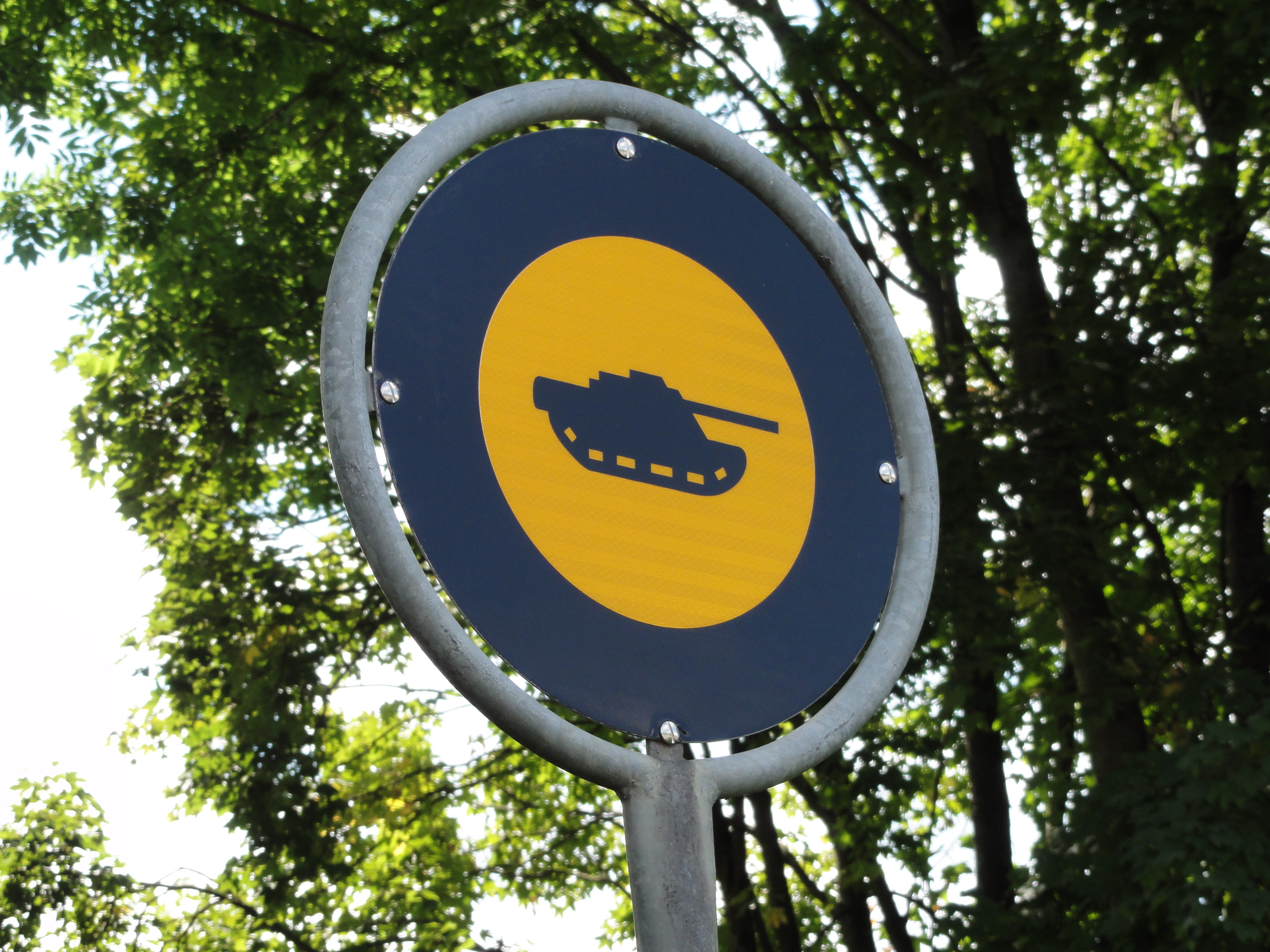
Interdiction d'accès pour chars en Suisse

La signalisation routière d'interdiction désigne l'ensemble des équipements de signalisation (panneaux, balises) qui ont pour objet de notifier aux usagers de la route les interdictions spéciales prescrites par la réglementation locale.

## Implantation
L'interdiction prend effet à la hauteur du panneau et prend fin à la prochaine intersection.

## Types de panneaux

### Limitation de vitesse
Panneaux utilisés pour indiquer une limite maximale de vitesse.

### Interdiction d'accès
Panneau de signalisation de sens interdit en France

#### Limitation de poids
Des panneaux indiquent des limitations d'accès pour des véhicules d'un certain poids. Ils ont parfois pour but de prévenir certains accidents comme l'effondrement du pont de Mirepoix-sur-Tarn.